# Avilys (jezero)
Jezero Avilys je 5. největší jezero v Litvě, je v okrese Zarasai, u obce Imbradas v Utenském kraji. Jezero má hodně zálivů a poloostrovů. Je v něm celkem 31 ostrovů, jejich úhrnná plocha je 60 ha. Na jednom z nich roste unikátní, 400 let starý jilm horský. Délka jezera je 8 km (největší rozměr je 6,4 km), linie břehu je velmi křivolaká. Na dně je hodně prohlubní a mělčin. Do jezera přitéká více než 15 přítoků. Z jihovýchodního zálivu jménem Izita vytéká Avilė, která protéká jezerem Auslas a dále pokračuje pod názvem Nikajus v povodí řek Laukesa-Laucesa a Daugava. Hladina jezera je 157 m nad úrovní moře. Průhlednost vody je 3 m.

## Fauna
- plotice obecná, štika obecná, lín obecný, okoun říční, karas obecný, cejn velký, cejnek malý, jelec jesen, jelec tloušť, perlín ostrobřichý, mník jednovousý[4]

## Jazykové souvislosti
Obecné slovo avilys v litevštině znamená úl. Je rodu mužského, číslo jednotné.